# Somssich Imre Általános Iskola
A hetesi Somssich Imre Általános Iskolába 9 településről járnak be, Újvárfalva, Somogysárd, Mezőcsokonya, Csombárd, Somogyfajsz, Juta, Kaposvár, Somogyjád és Hetes településekről. Ezek közül fenntartó községek: Hetes, Csombárd, és Somogysárd.

## Történet
A Millennium évében (1896) Saárdi Somssich Imre gróf alapította az iskolát. Egy ideig a református iskola helyén állt az iskola épülete, majd 1967-ben a jelenlegi, négy hektáros parkba költözött az intézmény, a Somssichok nyári lakának alapjain fekvő épületbe. Az óvodai szárnnyal 1975-ben bővítették ki az épületet. 1992-ben a környék egyik legnagyobb sportcsarnokával egészült ki az iskola épülete. 2002-ben az emeleti termeket alakították ki, valamint a zsibongót. Ez volt az iskola utolsó bővítése. Ezen kívül a 2002-es projektben részleges akadálymentesítés, világítás-korszerűsítés, és részleges energiaracionalizálás történt.
Az iskolában, az Önfeledt Gyermekmosolyért Közalapítvány jóvoltából, minden évben átadják a legsikeresebb, legkiemelkedőbb diáknak és az iskoláért legtöbbet tevő pedagógusnak a Somssich-gyűrűt. Az alapítvány minden évben bált rendez, melynek bevételeiből az iskolát, és annak diákjait segíti (művészeti oktatás, gyereknap, egyéb rendezvények).
A 2007–2008-as tanévben az iskola elnyerte az ökoiskola címet, melynek  birtokában az intézmény további környezetvédelemmel kapcsolatos projekthez foghat, illetve ennek szellemében oktathatja, nevelheti tanulóit.

### Társulás
Az iskolát három település önkormányzata tartja fent: Hetes, Csombárd és Somogysárd. Utolsó településen működik az iskola Noszlopy Gáspár tagintézménye, ahol 1-6. osztályig folyik az oktatás. A két intézmény először a 2007/2008-as tanévben dolgozott együtt.

## Kompetencia alapú oktatás
Az iskola az elsők között ismerte fel, hogy ma már nem a lexikális tudás a legfontosabb, inkább az alkalmazásra képes, folyamatosan megújulni vágyó tudásra van szükség. Az intézmény a környéken elsők között vezette be a kompetencia alapú oktatást, illetve már 1995-ben alkalmazta az intézmény vezetői által kidolgozott személyiségközpontú pedagógiai programot.
A Humán Erőforrás Operatív Program (HEFOP) keretében a székintézmény a 3.1.3, illetve a tagintézmény a 3.1.4 intézkedésben pályázott és nyert, melynek eredményeképpen jelentős technikai felszereltségre tettek szert. A HEFOP keretében több pedagógus vett részt szakmai továbbképzésben, és a pedagógusok nagy része elsajátította és alkalmazza a kompetencia alapú oktatást.

## Művészeti képzések
Az intézmény művészeti oktatást is biztosít tanulóinak, melynek keretében a kadarkúti Jálics Ernő Általános Iskola, Vendéglátói Szakközépiskola és Diákotthon oktatói tanítanak. Az iskolában néptánc-, furulya-, zongora- és szolfézsoktatás folyik.